# Christian Karl Josias von Bunsen
Christian Karl Josias von Bunsen (Korbach, 25 agosto 1791 – Bonn, 28 novembre 1860) è stato uno scrittore e diplomatico tedesco.

## Biografia
Bunsen fu ministro prussiano a Roma e Berna (e a Londra tra il 1841 e il 1854). Pubblicò un gran numero di opere di erudizione e polemiche religiose. Iniziò una traduzione della Bibbia con commenti.

## Pubblicazioni
- Beschreibung der Stadt Rom, 3 Bände 1840-1843.
- Die Basiliken des christlichen Roms, 1843. Basiliques de Rome
- Ägyptens Stelle in der Weltgeschichte, 5 Bände, 1844-1857.
- Ignatius von Antiochien und seine Zeit, 1847. Ignace d'Antioche et son époque
- Hippolytus und seine Zeit, 2 Bände, 1852/1853. Hippolyte et son époque
- Die Zeichen der Zeit, 2 Bände, 1855.
- Gott in der Geschichte oder Der Fortschritt des Glaubens an eine sittliche Weltordnung, 3 Bände, 1857-1858.
- Allgemeines evangelisches Gesang- und Gebetbuch zum Kirchen- und Hausgebrauch, 1833.
- Vollständiges Bibelwerk für die Gemeinde, 9 Bände, 1858-1870.